# SAS (영국)
SAS 또는 특수공정단(Special Air Service)은 영국 육군의 특수부대이다. 영국인과 프랑스인 자원자로 구성되어 북아프리카 전선의 적 후방에서 작전을 하기 위해서 1941년에 창설되었다. SAS는 특수주정임무대(Special Boat Service; SBS), 특수정찰연대(Special Reconnaissance Regiment, SRR), 특수부대지원단(Special Forces Support Group; SFSG)와 함께 영국 특수부대를 구성한다. 

## 임무
현재의 SAS 임무는 다음과 같다고 여겨진다.
- 적 후방 깊은 곳의 정보 수집.
- 적 후방 중간이나 깊은 곳에서의 사보타지와 기습공격을 통한 주력군의 전투 준비.
- 영국 영토내에서의 대테러 작전. 경찰과 함께 작전한다.
- 영국 영토외에서의 대테러 작전.
- 타국가 특수부대 훈련.
- 외국 내란의 저지.
- 영국인 VIP 보호.

## 조직
SAS 22연대의 규모는 400-600명이다. 연대는 4개의 대대로 구성되어 있다. A, B, D, G 대대는 각각 65명으로 구성되며, 소령이 대대장이다. 대대는 다시 대위가 중대장인 4개 중대로 구성된다. 중대는 보통 15명으로 구성된다. 분대는 4-5명으로 구성된다. 소속 부대원은 보통 오퍼레이터라고 부른다.

## 델타포스
미국은 SAS 22연대를 벤치마킹하여 1977년 델타포스 연대를 창설했다. 대한민국은 "한국판 델타포스"라고 불리던 제707특수임무대대를 연대로 확장할 계획이다.

## 결연
- 오스트레일리아 SAS 연대
- 뉴질랜드 SAS

## 같이 보기
- 영국 특수부대
- SAS가 수행한 임무 목록
- SAS중대 (캐나다)
- 로디지아 SAS

## 참조

### 인용
1. ↑  구글 책 정보

### 참고 자료
- 존 로프티 와이즈맨 (2003년 11월 29일). 《SAS 서바이벌 백과사전 도시편》. ISBN 89-8133-665-2.
- 존 로프티 와이즈맨 (2003년 8월 18일). 《SAS 서바이벌 백과사전 야생편》. ISBN 89-8133-646-6.
- Anthony Kemp (1994). 《The SAS - Savage Wars of Peace - 1947 to the Present》 (영어). Penguin Books.
- James Adams; Robin Morgan (1988). 《Ambush: The War Between The SAS and The IRA》 (영어). Pan, London: Anthony Bambridge. ISBN 04-5118-468-8.